# Hôtel de Rogéville
L'hôtel de Rogéville est un hôtel particulier de la Vieille ville de Nancy, situé au no 11 de la Grande-Rue, à l'angle de la rue du Maure-qui-Trompe.
C'est un édifice de style Renaissance, modifié à la période classique, qui a abrité une structure culturelle : Le Petit Théâtre, dans la ville..., aujourd'hui devenu le L.E.M. (Lieu d'Expérimentation Marionnette) géré par la compagnie En Verre et contre Tout.

## Histoire
Vers 1550 est édifié cet hôtel particulier pour Hugues des Moynes. Puis il passe d'abord à Richard Luyton et ensuite à la famille Humbert dont Jean Humbert est envoyé spécial en Europe Centrale du Duc Charles III de Lorraine.
Au XVIIIe siècle, l'hôtel devient possession de la famille de Rogéville dont les hommes sont seigneurs de Rogéville et de Villers-en-Haye. Guillaume de Rogéville est conseiller de la cour souveraine de Lorraine, il est d'ailleurs connu pour avoir publié deux ouvrages : le « Dictionnaire des Ordonnances et des Tribunaux de Lorraine et du Barrois » ainsi que l'« Histoire du Parlement de Nancy ».
Bien que la porte soit toujours de la Renaissance, la façade sur rue a été modifiée aux XVIIe et XVIIIe siècles. La cour abrite un bel escalier à volées Renaissance ainsi qu'une balustrade sculptée. L'intérieur de l'édifice présente de beaux plafonds à la française ainsi que des lambris des XVIIe et XVIIIe siècles.
L'histoire ne retint pas d'illustres propriétaires jusqu'à son acquisition dans les années 1970 par l'Association Renaissance Ville Vieille de Nancy.
Un arrêté du 20 septembre 1946 a inscrit au titre des monuments historiques ses façades et toitures sur rue ainsi que les façades de la cour intérieure.

## Le Petit Théâtre, dans la ville...
Form'Actions ! Théâtre a donné naissance à une structure culturelle unique :
Le Petit Théâtre, dans la ville...

Depuis 1996, ce lieu de spectacles et de création propose des représentations dans une petite salle de 33 places. 
Depuis décembre 2014, la compagnie En Verre et contre Tout gère ce lieu devenu lieu marionnette à tendances pluridisciplinaires. 
En juin 2015, Le Petit Théâtre dans la ville change de nom, il devient le L.E.M. (Lieu d’Expérimentation Marionnette). Il accueille des spectacles, des concerts, des compagnies en résidence, des festivals comme le FUFU ou le festival des 12000 signes... 